# Simon Fuller
Simon Fuller (1960. május 17., Brit Ciprus) brit producer, menedzser. Leginkább az Idol tehetségkutató műsorsorozat készítőjeként ismert. Egyéb műsorokat is készített, pl. a Serengeti című természetfilmet,
illetve a So You Think You Can Dance és Q'Viva című műsorokat. 2020 augusztusában szerződést kötött a TikTok-kal, hogy új TikTok supergroup-ot hozhasson létre, és a Verizon Communicationsszel is szerződést kötött.
Az 1990-es években lett ismert, mint a Spice Girls menedzsere. Több személlyel is együttműködött.
2007-ben a Time magazin a száz legbefolyásosabb ember közé válogatta. 2008-ban a Billboard magazin a legsikeresebb brit zenei menedzsernek nevezte. 2011-ben csillagot szerzett a Hollywoodi Hírességek Sétányán (Hollywood Walk of Fame). A 2019-es  Sunday Times Rich List szerint 455 millió fontos vagyonnal rendelkezik.

## Élete
1960. május 17.-én született Brit Ciprusban, ahol apja, aki a királyi légierőnél szolgált pilótaként, iskolát alapított. A család azonban később elköltözött Accrába (Ghána). A család végül visszaköltözött az East Sussexi Hastingsbe. Testvérei Kim és Mark.
Karrierje a Chrysalis Recordsnál kezdődött 1981-ben. 1985-ben alapította meg saját cégét, amelyet 2005 márciusában több, mint 200 millió dollárért eladott a CKX, Inc.-nek. 2008-ban a cég 92.5 millió dolláros (66 millió font) bevételt hozott az anyacégnek.
Első tévés munkája a Miami 7 című tini TV dráma volt, melynek főszerepében az S Club 7 nevű popegyüttes állt. A sorozatot több, mint 100 országban vetítették.
2001-ben indult útjára a Pop Idol című tehetségkutató műsor.
2008 májusában házasodott össze barátnőjével, Natalie Swanstonnal. Három gyermekük van.